# 中部方面警務隊
中部方面警務隊（ちゅうぶほうめんけいむたい、JGSDF Middle Army Military police Group）は、陸上自衛隊伊丹駐屯地（兵庫県伊丹市）に駐屯する警務隊隷下の警務科部隊である。

## 概要
隊長は1等陸佐（二）が充てられ、方面隊管内を地区警務隊単位に区分し、そこから更に派遣隊およびその連絡班として分派され、警務職務を任務とする。

## 沿革
- 1960年（昭和35年）1月14日：方面管区制施行により、中部方面警務隊が編成完結。

※編成（本部・第316・第323・第331・第332・第333・第334・第335・第336・第339・第346・第379・第384・第385各警務隊）
- 1973年（昭和48年）
  - 3月26日：第316・第323・第331・第332・第333・第334・第335・第336・第339・第346・第379・第384・第385各警務隊が廃止。
  - 3月27日：中部方面警務隊改編（駐屯地警務隊を廃止し、師団警備地域に対応する地区警務隊に改編）。

  1. 第114地区警務隊（第10師団管内を担当）を守山駐屯地に新編。
  2. 第115地区警務隊（第3師団管内を担当）を千僧駐屯地に新編。
  3. 第116地区警務隊（第13師団管内を担当）を海田市駐屯地に新編。

- 1981年（昭和56年）3月25日：第118地区警務隊（第2混成団管内を担当）が善通寺駐屯地に新編。
- 2008年（平成20年）3月26日：警務隊改編。

1. 第114・第115・第116・第118地区警務隊を廃止し、第130（守山）・第131（千僧）・第132（海田市）・第133（善通寺）地区警務隊に改編。
2. 中部方面総監直轄部隊たる第304保安中隊を第304保安警務中隊として編合。

## 部隊編成
- 中部方面警務隊本部（伊丹駐屯地）
- 第130地区警務隊「130警」（守山駐屯地）：第10師団（愛知県・三重県・岐阜県・石川県・富山県及び福井県）管内を担当
- 第131地区警務隊「131警」（千僧駐屯地）：第3師団（大阪府・京都府・滋賀県・兵庫県・和歌山県）管内を担当
- 第132地区警務隊「132警」（海田市駐屯地）：第13旅団（広島県・山口県・岡山県・鳥取県及び島根県）管内を担当
- 第133地区警務隊「133警」（善通寺駐屯地）：第14旅団（香川県・徳島県・愛媛県及び高知県）管内を担当
- 第304保安警務中隊「304保警」（伊丹駐屯地）

## 主要幹部
| 官職名           | 階級          | 氏名     | 補職発令日     | 前職                   |
| ---------------- | ------------- | -------- | -------------- | ---------------------- |
| 中部方面警務隊長 | 1等陸佐（二） | 野口敬利 | 2023年08月01日 | 警務隊本部企画訓練科長 |

| 代 | 氏名                 | 在職期間                                                    | 前職                                  | 後職                                   |
| -- | -------------------- | ----------------------------------------------------------- | ------------------------------------- | -------------------------------------- |
|    | 深町義輝 （2等陸佐） | 0000年00月00日 - 1964年07月15日                             |                                       | 東北方面総監部警務課長                 |
|    | 服部昌平 （2等陸佐） | 1964年07月16日 - 1966年03月15日                             | 陸上幕僚監部勤務                      | 警務隊副隊長                           |
|    | 島田信幸 （3等陸佐） | 1966年03月16日 - 1966年07月15日 ※中部方面警務隊長代理       | 本務：中部方面警務隊副隊長            | 本務：中部方面警務隊副隊長             |
|    | 吉本三郎 （2等陸佐） | 1966年07月16日 - 1969年07月15日                             | 警務隊本部勤務                        | 警務隊（伊丹）勤務                     |
|    | 岡田利通 （2等陸佐） | 1969年07月16日 - 1971年03月15日                             | 西部方面警務隊長                      | 東北方面総監部警務課長 （1等陸佐昇任） |
|    | 時田正實             | 1971年03月16日 - 1974年03月15日 ※1972年07月01日 1等陸佐昇任 | 西部方面警務隊副隊長 （2等陸佐）      | 東部方面総監部警務課長                 |
|    | 今井敏夫             | 1974年03月16日 - 1975年07月15日                             | 中部方面警務隊副隊長                  | 陸上幕僚監部警務課企画班長             |
|    | 高橋正敏             | 1975年07月16日 - 1977年07月31日 ※1976年04月01日 1等陸佐昇任 | 中部方面警務隊副隊長 （2等陸佐）      | 陸上幕僚監部法務課法務班長             |
|    | 宮川満               | 1977年08月01日 - 1979年07月31日                             | 陸上幕僚監部警務課警務班長            | 陸上自衛隊業務学校警務教育部長         |
|    | 小山隆司             | 1979年08月01日 - 1982年03月15日                             | 西部方面総監部人事部人事課長          | 陸上自衛隊業務学校警務教育部長         |
|    | 塚由忠夫             | 1982年03月16日 - 1983年03月15日                             | 東北方面警務隊長                      | 東部方面警務隊長                       |
|    | 真鍋成幸             | 1983年03月16日 - 1986年03月16日                             | 陸上幕僚監部人事部警務課 総括班長     | 陸上幕僚監部人事部警務課長             |
|    | 西野晴隆             | 1986年03月17日 - 1987年07月31日                             | 陸上自衛隊業務学校学校教官            | 警務隊本部勤務                         |
|    | 清藤忠男             | 1987年08月01日 - 1989年03月15日                             | 東部方面警務隊副隊長                  | 警務隊本部勤務                         |
|    | 山原建治             | 1989年03月16日 - 1992年06月15日                             | 陸上幕僚監部人事部警務課勤務          | 陸上幕僚監部人事部警務課 警務班長      |
|    | 町田恭行             | 1992年06月16日 - 1994年03月31日                             | 警務隊本部付警務隊長                  | 西部方面警務隊長                       |
|    | 武内眞樹             | 1994年04月01日 - 1997年03月25日                             | 警務隊本部捜査科長                    | 警務隊本部付警務隊長                   |
|    | 鈴谷宏隆             | 1997年03月26日 - 2000年04月27日                             | 西部方面警務隊長                      | 中部方面総監部勤務                     |
|    | 山原建治             | 2000年04月28日 - 2002年04月01日                             | 警務隊副隊長                          | 退職                                   |
|    | 長谷川孝幸           | 2002年04月01日 - 2003年03月26日                             | 警務隊本部捜査科長                    | 上富良野駐屯地業務隊長                 |
|    | 宮川敏男             | 2003年03月27日 - 2006年03月22日                             | 警務隊本部付警務隊長                  |                                        |
|    | 今井孝行             | 2006年03月23日 - 2009年07月31日                             | 防衛医科大学校学生部訓練課長          | 陸上自衛隊小平学校警務教育部長         |
|    | 吉田勝彦             | 2009年08月01日 - 2012年03月22日                             | 警務隊本部付警務隊長                  | 警務隊本部勤務                         |
|    | 本田誠               | 2012年03月23日 - 2014年03月22日                             | 陸上自衛隊関西補給処桂支処 総務部長   | 陸上自衛隊小平学校警務教育部長         |
|    | 藤原修               | 2014年03月23日 - 2015年11月30日                             | 陸上自衛隊小平学校主任教官            | 中央警務隊長                           |
|    | 國場進               | 2015年12月01日 - 2018年12月19日 ※2016年01月01日 1等陸佐昇任 | 警務隊本部捜査科長                    | 北部方面警務隊長                       |
|    | 池亀俊哉             | 2018年12月20日 - 2021年03月14日                             | 警務隊本部捜査科長                    | 警務隊本部付                           |
|    | 白岸正太郎           | 2021年03月15日 - 2023年07月31日                             | 中部方面総監部防衛部防衛課 防衛調整官 | 陸上自衛隊教育訓練研究本部勤務         |
|    | 野口敬利             | 2023年08月01日 -                                            | 警務隊本部企画訓練科長                |                                        |

## 主要装備
- 1/2tトラック／73式小型トラック
- 1 1/2tトラック／73式中型トラック
- 業務車4号
- 乗用車 (陸上自衛隊用)（覆面パトカー型）
- 業務トラック
- ホンダ・VFR400
- ホンダ・CB400
- 89式5.56mm小銃
- 9mm拳銃
- 12.7mm重機関銃M2